# 刺毛头黍
刺毛头黍（学名：Setiacis diffusa）为禾本科刺毛头黍属下的一个种。